# Dark Entries
«Dark Entries» (рус. «Тёмные врата») — второй сингл британской готик-рок-группы Bauhaus, вышедший на лейбле 4AD Records в январе 1980 года, включающий одноимённую композицию и не имеющий названия би-сайд. Заглавная песня также вошла в переиздание первого студийного альбома группы, In the Flat Field, и в компиляцию Crackle; кроме того, записи её исполнения можно найти на нескольких концертных альбомах коллектива.

## Запись и выпуск
Первый вариант песни «Dark Entries» был создан музыкантами в самом начале их сотрудничества и оказался в числе пяти композиций, записанных ими 26 января 1979 года в студии Beck Studios. Эта демоверсия появилась на некоторых изданиях дебютного сингла Bauhaus «Bela Lugosi’s Dead» в качестве одного из би-сайдов, однако не была указана ни в одном из их трек-листов. Позднее композиция была перезаписана и вышла в январе 1980 года на лейбле 4AD. В оформлении обложки пластинки использовался рисунок Поля Дельво. Впоследствии переиздание сингла вышло на лейбле Beggars Banquet Records.

## Композиция и текст
Стилистически композиция ещё достаточно близка к панк-року — она характеризуется грубым и мощным звучанием. Тем не менее, от типичных произведений этого жанра её отличает ряд важных особенностей.
«Dark Entries» звучит «сыро» и резко, вся песня решена в предельно минималистском ключе — в этом прослеживается влияние панк- и глэм-рока; однако её структура нетипична для панка. Композиция состоит из трёх основных частей, чередующихся в произвольном порядке — слушатель оказывается захвачен врасплох её хаотичностью, отражающей одновременно смятение лирического героя и общую для большинства готических групп тягу ко всему непредсказуемому, странному и нелогичному. Открывающий песню нисходящий рифф, где каждая нота переходит в тремоло, создаёт впечатление нервности, истеричности. Ритм-секция также «обрушивается» вниз, а постоянные удары по малому барабану подчёркивают общую атмосферу хаоса, распада и безнадёжности. Взволнованный, «театральный» вокал Питера Мёрфи варьируется от монотонной декламации до резких выкриков, при этом ударение делается почти на каждом слоге, что усиливает ощущение напряжённости.
I came upon your room, it stuck into my head
We leapt into the bed
Degrading even lice
You took delight in taking down all my shielded pride
Until exposed
Became my darker side
Текст композиции написан от лица лирического героя, в образе которого нашли отражение некоторые типичные черты современника музыкантов. Этот персонаж откровенно и с явным отвращением рассказывает слушателю о своей жизни, окружении и о себе самом. Главной темой песни является секс, рассматриваемый как источник стыда, беспокойства и постепенной деградации личности; в тексте чередуются фразы от первого и от третьего лица, что может быть истолковано как олицетворение внутреннего конфликта лирического героя. Люди в песне сравниваются с «дырявыми денежными чеками», а сексуальные отношения персонажа описаны как «унизительные даже для вшей». Ритм стихов сбивчив, каждая законченная мысль выражается тремя строчками, первая из которых значительно длиннее двух остальных — такая структура песни призвана усилить её эмоциональное воздействие. Музыкальный критик Нед Рэггетт сравнил мрачный текст композиции с поэмой Томаса Стернза Элиота «Бесплодная земля».

## Влияние
- Кавер-версии песни записывали американские индастриал-рокеры Kill Switch…Klick и польская пост-панк-группа Cabaret Grey.
- Шотландская трибьют-команда, исполняющая композиции Bauhaus на концертах, названа в честь песни.
- В Нидерландах издаётся онлайн-журнал Dark Entries, освещающий события «тёмной» европейской сцены.

## Участники записи
- Питер Мёрфи — вокал
- Дэниел Эш — электрогитара
- Дэвид Джей — бас-гитара
- Кевин Хаскинс — ударные